# هارون فريك
هارون فريك (بالإنجليزية: Aaron Fricke)‏ هو كاتب أمريكي، ولد في 25 يناير 1962 في بروفيدنس في الولايات المتحدة.